# بلمونت (پنسیلوانیا)
بلمونت (به انگلیسی: Belmont) یک منطقهٔ مسکونی در ایالات متحده آمریکا است که در شهرستان کمبریا، پنسیلوانیا واقع شده‌است. بلمونت ۴٫۶۰ کیلومتر مربع مساحت و ۲٬۷۸۴ نفر جمعیت دارد.